# Michel Debré

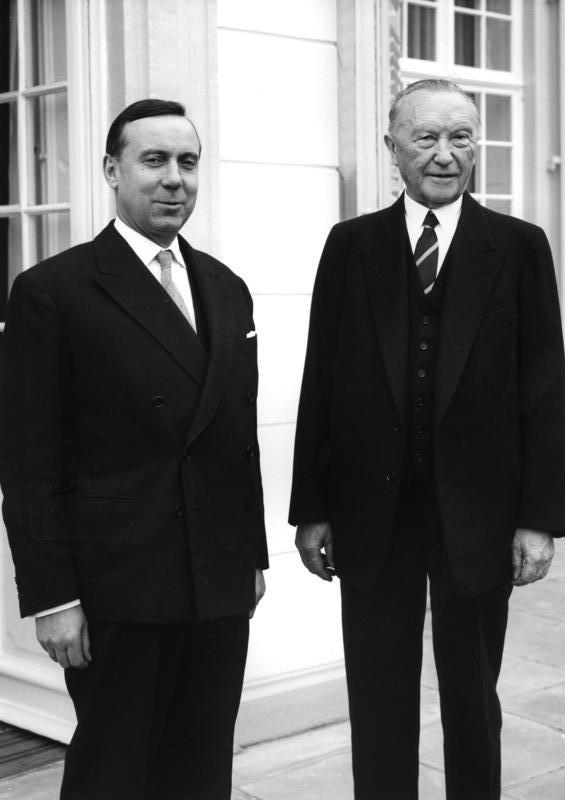
Michel Debré (links) mit Konrad Adenauer in Bonn, 1960

Michel Debré (* 15. Januar 1912 in Paris; † 2. August 1996 in Montlouis-sur-Loire) war ein französischer Jurist und Politiker der gaullistischen Bewegung. Der frühere Résistance-Kämpfer arbeitete als Justizminister in der Regierung Charles de Gaulles 1958 maßgeblich die Verfassung der Fünften Republik aus.
Nach deren Inkrafttreten war er während der Präsidentschaft de Gaulles von Januar 1959 bis April 1962 Premierminister, später Minister für Wirtschaft und Finanzen (1966–68), Auswärtiges (1968–69) sowie Verteidigung (1969–73). Von 1973 bis 1988 war Debré Abgeordneter in der Nationalversammlung und von 1966 bis 1989 Bürgermeister von Amboise.

## Leben
Michel Debré war der Sohn des bekannten jüdischen Kinderarztes Robert Debré (1882–1978).
Aufgewachsen in Paris, besuchte er dort die traditionsreichen Gymnasien Lycée Montaigne und Lycée Louis-le-Grand. Er absolvierte ein Studium an der École libre des sciences politiques (Sciences Po) und promovierte an der juristischen Fakultät der Universität von Paris und schloss die Kavallerieschule in Saumur als Reserveoffizier ab. Mit 22 Jahren wurde er Auditor beim Conseil d’État.
Als Reserveoffizier diente er ab Beginn des Zweiten Weltkriegs im September 1939 bei der Kavallerie und geriet im Juni 1940 (kurz vor Ende des Westfeldzuges der Wehrmacht) in deutsche Kriegsgefangenschaft, aus der er kurz darauf entfliehen konnte. Debré schloss sich ab 1940 der Résistance im besetzten Frankreich an. Emmanuel Monick, im März 1941 zum Generalsekretär des Protektorats Marokko ernannt, machte Debré zu seinem directeur de cabinet (Stabschef). Diesen Posten hatte er von April bis Oktober 1941 inne. General Charles de Gaulle, Chef der französischen Exilregierung in London, machte Debré zu einem seiner Mitarbeiter und wies ihn im Sommer 1943 an, Verwaltungsbeamte für den Tag der Befreiung auszuwählen.
Im Jahre 1945 wurde er von de Gaulle mit der Gründung der Eliteuniversität École nationale d’administration (ENA) beauftragt. In der Vierten Republik trat er der Parti radical und dann de Gaulles Partei Rassemblement du peuple français (RPF) bei. Von 1948 bis 1958 war er Senator des Départements Indre-et-Loire und von 1953 bis 1959 zudem Mitglied des damals noch indirekt gewählten Europäischen Parlaments.
Ab Juni 1958 schließlich war er als Justizminister der Regierung de Gaulle III maßgeblich an der Ausarbeitung der Verfassung für die Fünfte Republik beteiligt. Deren erster Premierminister war er unter Präsident de Gaulle vom 8. Januar 1959 bis zum 14. April 1962. Er war Mitbegründer der gaullistischen Union pour la Nouvelle République (UNR), deren Zentralkomitees er angehörte.
Nachdem er 1963 zum Abgeordneten des Überseedépartements Réunion im Indischen Ozean geworden war, organisierte er die umstrittene Umsiedlung von mehr als tausend Kindern von der Insel ins französische Mutterland, insbesondere in das dünn besiedelte Département Creuse. In der Fünften Republik war er der Ideologe des neuen französischen Nationalismus, welcher die Nation wieder an die oberste Stelle der politischen Werteordnung rückt. Die Nation organisiert sich dabei in einem Staat, der durch Souveränität nach innen und außen gekennzeichnet ist. In dieser Ideologie ist eine Einheit Europas nur denkbar, indem sich um die Nation Frankreich als Kern eine neue europäische Nation formiert. Vor diesem Hintergrund ist die schwerste Krise der EWG von 1965 (de Gaulles Politik des leeren Stuhls) einzuordnen.
Von 1966 bis 1968 übertrug de Gaulle Debré das Wirtschafts- und Finanzministerium, von 1968 bis 1969 das Außenministerium. Nach dem Rücktritt de Gaulles war Debré unter dem neuen Staatspräsidenten Georges Pompidou von 1969 bis 1973 Verteidigungsminister im Rang eines Ministre d’État (einer der höchstrangigen Minister) in den Kabinetten Chaban-Delmas und Messmer I. Neben seinen Ämtern auf der nationalen Ebene war Debré von 1966 bis 1989 Bürgermeister der zentralfranzösischen Kleinstadt Amboise im Département Indre-et-Loire.
Nach seinem Ausscheiden aus der Regierung gehörte Debré von 1973 bis 1988 erneut als Abgeordneter des 1. Wahlkreises von Réunion der Nationalversammlung an. 1976 gründete er mit Jacques Chirac die neogaullistische Partei Rassemblement pour la République (RPR). Von 1979 bis 1980 war er erneut Europaparlamentarier, diesmal direkt gewählt. Bei der Präsidentschaftswahl 1981 trat er gegen seinen Parteikollegen Chirac und den Amtsinhaber Valéry Giscard d’Estaing an, erhielt aber nur 1,65 Prozent der Stimmen.
Debré hatte vier Söhne:

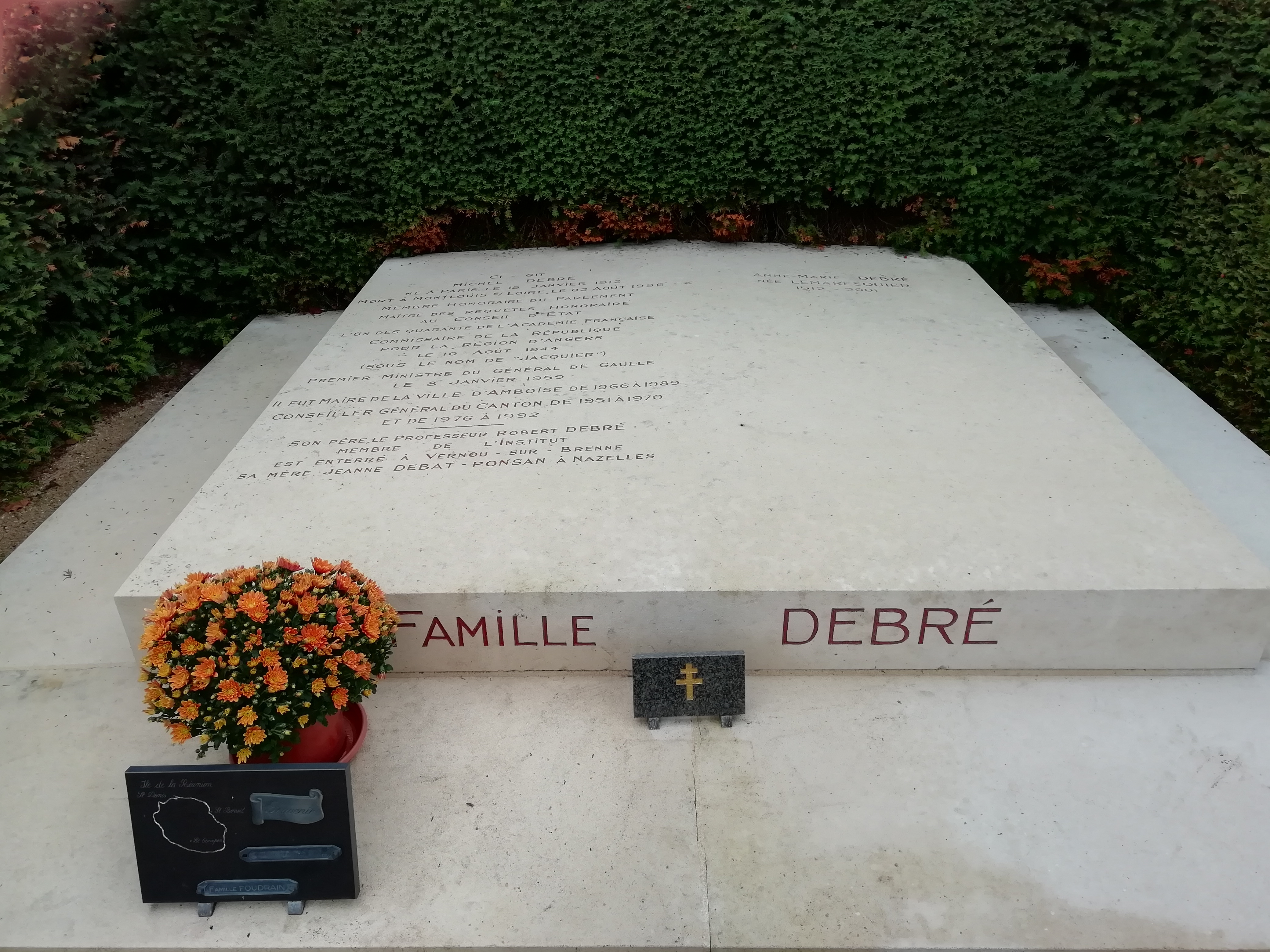
Grab der Familie Debré (bei Straßburg)

- den Unternehmer Vincent Debré (* 1939)
- den Journalisten François Debré (1942–2020)
- den Urologen und Politiker Bernard Debré (1944–2020)
- den Politiker Jean-Louis Debré (1944–2025)

Michel Debré wurde in Amboise (Indre-et-Loire) beigesetzt. Das Grab seiner Vorfahren väterlicherseits befindet sich auf dem jüdischen Friedhof Westhoffen bei Straßburg. Es wurde bei einer Friedhofsschändung am 3. Dezember 2019 entweiht.
Debrés Enkelin Constance Debré ist Rechtsanwältin und Schriftstellerin.

## Wahlmandate
- 1966–1989: Bürgermeister von Amboise
- 1976–1992: Mitglied des Regionalrates des Départements Indre-et-Loire
- 1979–1980: Mitglied des Europäischen Parlaments

## Regierungsämter
- 1958–1959: Justizminister
- 1959–1962: Premierminister
- 1966–1968: Minister für Wirtschaft und Finanzen
- 1968–1969: Außenminister
- 1969–1973: Verteidigungsminister

## Académie française
Am 24. März 1988 wurde Michel Debré dazu auserwählt, die Nachfolge von Louis de Broglie (nach dessen Tod am 19. März 1987) auf dem 1. Sitz der Académie française anzutreten. Am 19. Januar 1989 fand die offizielle Amtseinführung statt. Nach Debrés eigenem Tod wiederum, wurde er am 20. März 1997 durch François Furet ersetzt, der allerdings starb, bevor es zur Ausübung dieser Funktion kam, woraufhin schließlich am 18. Juni 1998 René Rémond die Funktion einnahm.

## Auszeichnungen
- Kommandeur der Ehrenlegion
- Croix de guerre 1939–1945
- Médaille de la Résistance mit Rosette
- Medaille des befreiten Frankreichs
- 1988 Prix Saint-Simon

## Publikationen
- La Mort de l’État Républicain, 1947 – (dt. Das Ende des Republikanischen Staates)
- Ces Princes qui nous gouvernent, 1957 – (dt. Diese Prinzen an der Regierung)
- Une certaine idée de la France, 1972 – (dt. Eine gewisse Konzeption von Frankreich)
- Une Politique pour la Réunion, 1975 – (dt. Eine Politik der Versammlung)
- Le Pouvoir Politique, 1977 – (dt. Politische Macht)
- Le Gaullisme, 1978 – (dt. Der Gaullismus)
- Français, Choisissez l’Espoir, 1979 – (dt. Franzosen, Entscheidet Euch für die Hoffnung)
- Lettre Ouverte aux Français pour la Reconquête de la France, 1980 – (dt. Offener Brief an die Franzosen zur Rückeroberung Frankreichs)
- Peut-on lutter contre le chômage?, 1982 – (dt. Kann man Arbeitslosigkeit bekämpfen?)
- Trois Républiques pour une France, 4 Bände, 1984–1995 – (dt. Drei Republiken für einen französischen Staat)
- Entretiens avec le Général De Gaulle: 1961–1969, 1993 – (dt. Gespräche mit dem General De Gaulle: 1961–1969)
- Combattre Toujours: 1969–1993, 1994 – (dt. Immer wieder Kämpfen: 1969–1993)